# Constante physique

Dépendances des constantes définissant les unités du SI depuis 2019. Ici, a → b signifie que a est utilisé pour définir b.

En science, une constante physique est une quantité physique dont la valeur numérique est fixe. Contrairement à une constante mathématique, elle implique directement une grandeur physiquement mesurable.
Les valeurs listées ci-dessous sont des valeurs dont on a remarqué qu'elles semblaient constantes et indépendantes de tous paramètres utilisés, et que la théorie suppose donc réellement constantes.
Les constantes sans dimension, comme la constante de structure fine, ne dépendent pas du système de poids et mesures utilisé. Les autres auraient évidemment des valeurs différentes dans des systèmes différents. Des systèmes (par exemple les unités de Planck) ont été proposés sur la base d'une fixation à 1 du plus grand nombre de constantes possible, mais n'ont pas connu grand succès pour le moment.

## Liste de constantes physiques
Le nombre entre parenthèses représente l'incertitude sur le dernier chiffre significatif.
Par exemple : 
- 6,673(10) × 10−11 signifie 6,673 × 10−11 ± 0,010 × 10−11 ;
- 1,602 176 620 8(98) × 10−19 C signifie que l'incertitude est de : 0,000 000 009 8 × 10−19[1]

### Constantes définissant les unités du Système international

#### Avant la réforme de 2019
| Nom de la constante                                          | Symbole                           | Origine                                                        | Valeur numérique                                                       | Incertitude relative            |
| ------------------------------------------------------------ | --------------------------------- | -------------------------------------------------------------- | ---------------------------------------------------------------------- | ------------------------------- |
| Vitesse de la lumière dans le vide                           | c (ou c0)                         | {\displaystyle {\frac {1}{\sqrt {\varepsilon _{0}.\mu _{0}}}}} | 299 792 458 m s−1                                                      | Exacte (définition du mètre)    |
| Perméabilité magnétique du vide                              | μ0                                |                                                                | 4π × 10-7 kg⋅m⋅A-2⋅s-2 (ou H⋅m-1) 1,256 637 061 4… × 10−6 kg m A−2 s−2 | Exacte (définition de l'ampère) |
| Permittivité diélectrique du vide                            | ε0                                | {\displaystyle {\frac {1}{\mu _{0}\cdot c^{2}}}}               | 8,854 187 817… × 10−12 A2 s4 kg−1 m−3 (ou F⋅m-1)                       | Exacte                          |
| Impédance caractéristique du vide                            | Z0                                | {\displaystyle \mu _{0}\cdot c}                                | 376,730 313 461… kg m2 A−2 s−3                                         | Exacte                          |
| Constante de Planck                                          | {\displaystyle \ h}               | Mesure                                                         | 6,626 070 40(81) × 10−34 kg m2 s−1 (ou J⋅s)                            | 1,2 × 10−8                      |
| Constante de Planck réduite                                  | ℏ                                 | {\displaystyle {\frac {h}{2\pi }}}                             | 1,054 571 800(13) × 10−34 kg m2 s−1                                    | 1,2 × 10−8                      |
| Efficacité lumineuse d'un rayonnement monochromatique défini | {\displaystyle K_{\mathrm {cd} }} |                                                                | 683 lm W−1                                                             | Exacte (définit la candela)     |

#### Depuis 2019
| Nom de la constante                                                                 | Symbole                           | Valeur numérique                        | Incertitude relative           |
| ----------------------------------------------------------------------------------- | --------------------------------- | --------------------------------------- | ------------------------------ |
| Fréquence de la transition hyperfine de l'état fondamental de l'atome de césium 133 | ∆νCs                              | 9 192 631 770 Hz                        | Exacte (définit la seconde)    |
| Vitesse de la lumière dans le vide                                                  | c                                 | 299 792 458 m s−1                       | Exacte (définit le mètre)      |
| Constante de Planck                                                                 | {\displaystyle \ h}               | 6,626 070 15 × 10−34 kg m2 s−1 (ou J⋅s) | Exacte (définit le kilogramme) |
| Charge élémentaire                                                                  | e                                 | 1,602 176 634 × 10−19 A s               | Exacte (définit l'ampère)      |
| Constante de Boltzmann                                                              | k ou kB                           | 1,380 649 × 10−23 J K−1                 | Exacte (définit le kelvin)     |
| Nombre d'Avogadro                                                                   | {\displaystyle N_{\mathrm {A} }}  | 6,022 140 76 × 1023 mol−1               | Exacte (définit la mole)       |
| Efficacité lumineuse d'un rayonnement monochromatique défini                        | {\displaystyle K_{\mathrm {cd} }} | 683 lm W−1                              | Exacte (définit la candela)    |

Ces constantes, fixées le 20 mai 2019, permettent à leur tour de définir les sept unités de base du Système international d'unités (seconde, mètre, kilogramme, ampère, kelvin, mole et candela). Ces nouvelles définitions améliorent le SI sans changer la valeur des unités.

### Électromagnétisme
| Nom de la constante               | Symbole | Origine                                             | Valeur numérique                           | Incertitude relative |
| --------------------------------- | ------- | --------------------------------------------------- | ------------------------------------------ | -------------------- |
| Charge élémentaire                | e       |                                                     | 1,602 176 634 × 10−19 A s                  | Par définition       |
| Constante de structure fine       | α       | Mesure                                              | 7,297 352 569 3(11) × 10−3                 | 1,5 × 10−10          |
| Perméabilité du vide              | μ0      | {\displaystyle {\frac {2\alpha h}{e^{2}c}}}         | 1,256 637 062 12(19) × 10−6 kg m A−2 s−2   | 1,5 × 10−10          |
| Permittivité diélectrique du vide | ε0      | {\displaystyle {\frac {1}{\mu _{0}c^{2}}}}          | 8,854 187 812 8(13) × 10−12 A2 s4 kg−1 m−3 | 1,5 × 10−10          |
| Constante de Coulomb              | k ou κ  | {\displaystyle {\frac {1}{4\pi \varepsilon _{0}}}}  | 8,987 551 792 3(15) × 109 kg m3 A−2 s−4    | 1,5 × 10−10          |
| Impédance caractéristique du vide | Z0      | {\displaystyle \ {\mu _{0}c}}                       | 376,730 313 668(57) kg m2 A−2 s−3          | 1,5 × 10−10          |
| Constante de von Klitzing         | RK      | {\displaystyle {\frac {h}{e^{2}}}}                  | 25,812 807 459 ... × 103 kg m2 A−2 s−3     | Exacte               |
| Quantum de conductance            | G0      | {\displaystyle {\frac {2}{R_{K}}}}                  | 7,748 091 729 86 ... × 10−5 S              | Exacte               |
| Constante de Josephson            | KJ      | {\displaystyle {\frac {2e}{h}}}                     | 4,835 978 484 ... × 1014 A s2 kg−1 m−2     | Exacte               |
| Quantum de flux magnétique        | Φ0      | {\displaystyle {\frac {1}{K_{J}}}}                  | 2,067 833 848 46 ... × 10−15 Wb            | Exacte               |
| Magnéton de Bohr                  | μB      | {\displaystyle {\frac {eh}{4\pi m_{\mathrm {e} }}}} | 9,274 010 078 3(28) × 10−24 A m2           | 3,0 × 10−10          |
| Magnéton nucléaire                | μN      | {\displaystyle {\frac {eh}{4\pi m_{\mathrm {p} }}}} | 5,050 783 746 1(15) × 10−27 A m2           | 3,1 × 10−10          |

### Gravitation
| Nom de la constante                                                | Symbole | Origine    | Valeur numérique                 | Incertitude relative |
| ------------------------------------------------------------------ | ------- | ---------- | -------------------------------- | -------------------- |
| Constante gravitationnelle                                         | G       | Mesure     | 6,674 30(15) × 10−11 m3 kg−1 s−2 | 2,2 × 10−5           |
| Accélération normale de la pesanteur terrestre au niveau de la mer | g0      | Convention | 9,806 65 m s−2                   | Par définition       |

### Constantes physico-chimiques
| Nom de la constante                                            | Symbole                                  | Origine                                                                          | Valeur numérique                    | Incertitude relative |
| -------------------------------------------------------------- | ---------------------------------------- | -------------------------------------------------------------------------------- | ----------------------------------- | -------------------- |
| Température du point triple de l'eau                           | T0                                       | Mesure                                                                           | 273,16 K                            | 3,7 × 10−7           |
| Pression standard de l'atmosphère                              | atm                                      | Convention                                                                       | 101 325 Pa                          | Par définition       |
| Nombre d'Avogadro                                              | NA ou L                                  | Définition de la mole                                                            | 6,022 140 76 × 1023 mol−1           | Exacte               |
| Constante des gaz parfaits                                     | R ou R0                                  | {\displaystyle k\ N_{\text{A}}}                                                  | 8,314 462 618 ... J K−1 mol−1       | Exacte               |
| Constante de Boltzmann                                         | k ou kB                                  | Définition du kelvin                                                             | 1,380 649 × 10−23 J K−1             | Exacte               |
| Constante de Faraday                                           | F                                        | {\displaystyle N_{\text{A}}\ e}                                                  | 96 485,332 12 ... C mol−1           | Exacte               |
| Volume molaire d'un gaz parfait, p = 101,325 kPa, T = 273,15 K | V0                                       | {\displaystyle {\frac {RT}{p}}}                                                  | 22,413 962 54 ... × 10−3 m3 mol−1   | Exacte               |
| Unité de masse atomique                                        | uma                                      |                                                                                  | 1,660 539 066 60(50) × 10−27 kg     | 3,0 × 10−10          |
| Première constante de rayonnement                              |                                          | {\displaystyle c_{1}=2\pi hc^{2}}                                                | 3,741 771 852 ... × 10−16 W m2      | Exacte               |
| Première constante de rayonnement                              | pour la radiance spectrale               | {\displaystyle c_{1L}=2hc^{2}}                                                   | 1,191 042 972 ... × 10−16 W m2 sr−1 | Exacte               |
| Deuxième constante de rayonnement                              |                                          | {\displaystyle c_{2}={\frac {hc}{k}}}                                            | 1,438 776 877 ... × 10−2 m K        | Exacte               |
| Constante de Stefan-Boltzmann                                  | σ                                        | {\displaystyle {\frac {2\pi ^{5}k_{B}^{4}}{15h^{3}c^{2}}}}                       | 5,670 374 419 ... × 10−8 W m−2 K−4  | Exacte               |
| Constante radiative                                            | a                                        | {\displaystyle {\frac {4\sigma }{c}}={\frac {8\pi ^{5}k_{B}^{4}}{15h^{3}c^{3}}}} | 7,565 730 85... × 10−16 W m−2 K−4   | Exacte               |
| Constante de Wien                                              | {\displaystyle b_{\text{énergie}}} ou σw | {\displaystyle {\frac {hck^{-1}}{4,965\,114\,231\,74}}}                          | 2,897 771 955 ... × 10−3 m K        | Exacte               |
| Constante de Loschmidt                                         | NL                                       | {\displaystyle {\frac {N_{\text{A}}}{V_{0}}}}                                    | 2,686 780 951 ... × 1025 m−3        | Exacte               |

### Constantes atomiques et nucléaires
| Nom de la constante                        | Symbole | Origine                                                                     | Valeur numérique                  | Incertitude relative |
| ------------------------------------------ | ------- | --------------------------------------------------------------------------- | --------------------------------- | -------------------- |
| Constante de Rydberg                       | R∞      | {\displaystyle {\frac {m_{\mathrm {e} }\alpha ^{2}c}{2h}}}                  | 1,097 373 156 816 0(21) × 107 m−1 | 1,9 × 10−12          |
| Énergie de Hartree                         | EH      | {\displaystyle 2R_{\infty }hc}                                              | 4,359 744 722 207 1(85) × 10−18 J | 1,9 × 10−12          |
| Quantum de circulation                     |         | {\displaystyle {\frac {h}{2m_{\mathrm {e} }}}}                              | 3,636 947 551 6(11) × 10−4 m2 s−1 | 3,0 × 10−10          |
| Rayon de Bohr                              | a0      | {\displaystyle {\frac {h}{2\pi m_{\mathrm {e} }c\alpha }}}                  | 5,291 772 109 03(80) × 10−11 m    | 1,5 × 10−10          |
| Longueur d'onde de Compton pour l'électron | λC      | {\displaystyle {\frac {h}{m_{\mathrm {e} }c}}}                              | 2,426 310 238 67(73) × 10−12 m    | 3,0 × 10−10          |
| Rayon de Compton pour l'électron           | RC      | {\displaystyle {\frac {h}{2\pi m_{\mathrm {e} }c}}}                         | 3,861 592 679 6(12) × 10−13 m     | 3,0 × 10−10          |
| Rayon classique de l'électron              | re      | {\displaystyle {\frac {e^{2}}{4\pi \varepsilon _{0}m_{\mathrm {e} }c^{2}}}} | 2,817 940 326 2(13) × 10−15 m     | 4,5 × 10−10          |
| Masse du proton                            | mp      | Mesure                                                                      | 1,672 621 923 69(51) × 10−27 kg   | 3,1 × 10−10          |
| Énergie du proton                          |         | Calcul                                                                      | 938,272 088 16(29) MeV            | 3,1 × 10−10          |
| Masse du neutron                           | mn      | Mesure                                                                      | 1,674 927 498 04(95) × 10−27 kg   | 5,7 × 10−10          |
| Énergie du neutron                         |         | Calcul                                                                      | 939,565 420 52(54) MeV            | 5,7 × 10−10          |
| Masse de l'électron                        | me      | Mesure                                                                      | 9,109 383 701 5(28) × 10−31 kg    | 3,0 × 10−10          |
| Masse du muon                              | mμ      | Mesure                                                                      | 1,883 531 627(42) × 10−28 kg      | 2,2 × 10−8           |
| Masse du tauon                             | mτ      | Mesure                                                                      | 3,167 54(21) × 10−27 kg           | 6,8 × 10−5           |
| Masse du boson Z°                          | mZ°     | Mesure                                                                      | 1,625 567(38) × 10−25 kg          | 2,3 × 10−5           |
| Masse du boson W                           | mW      | Mesure                                                                      | 1,432 89(22) × 10−25 kg           | 1,5 × 10−4           |

Le nombre entre parenthèses représente l'incertitude absolue sur les derniers chiffres. Par exemple : 6,673(10) × 10−11 signifie 6,673 × 10−11 ± 0,010 × 10−11.

### Unités de Planck
| Nom de la constante         | Symbole             | Origine                                                              | Valeur numérique                        | Incertitude relative |
| --------------------------- | ------------------- | -------------------------------------------------------------------- | --------------------------------------- | -------------------- |
| Constante de Planck         | {\displaystyle \ h} |                                                                      | 6,626 070 15 × 10−34 kg m2 s−1 (ou J⋅s) | Exacte               |
| Constante de Planck réduite | ℏ                   | {\displaystyle {\frac {h}{2\pi }}}                                   | 1,054 571 817 ... × 10−34 kg m2 s−1     | Exacte               |
| Masse de Planck             | mP                  | {\displaystyle {\sqrt {\frac {\hbar c}{G}}}}                         | 2,176 434(24) × 10−8 kg                 | 1,1 × 10−5           |
| Longueur de Planck          | lP                  | {\displaystyle {\sqrt {\frac {\hbar G}{c^{3}}}}}                     | 1,616 255(18) × 10−35 m                 | 1,1 × 10−5           |
| Temps de Planck             | tP                  | {\displaystyle {\sqrt {\frac {\hbar G}{c^{5}}}}}                     | 5,391 247(60) × 10−44 s                 | 1,1 × 10−5           |
| Température de Planck       | TP                  | {\displaystyle {\sqrt {\frac {\hbar c^{5}}{Gk_{B}^{2}}}}}            | 1,416 784(16) × 1032 K                  | 1,1 × 10−5           |
| Charge de Planck            | QP                  | {\displaystyle {\sqrt {2ch\varepsilon _{0}}}\;}                      | 1,875 546 037 78(15) × 10−18 C          | 8 × 10−11            |
| Force de Planck             | FP                  | {\displaystyle {\frac {m_{P}l_{P}}{t_{P}^{2}}}={\frac {c^{4}}{G}}\;} | 1,210 256(28) × 1044 N                  | 2,3 × 10−5           |
| Énergie de Planck           | EP                  | {\displaystyle F_{P}l_{P}={\sqrt {\frac {c^{5}\hbar }{G}}}}          | 1,956 082(23) × 109 J                   | 1,2 × 10−5           |
| Puissance de Planck         | P                   | {\displaystyle {\frac {E_{P}}{t_{P}}}={\frac {c^{5}}{G}}\;}          | 3,628 255(82) × 1052 W                  | 2,3 × 10−5           |

## Valeurs exactes
Dans le but de rendre l'étalonnage de l'ampère, unité de base du Système international (SI), plus précis, la 18e Conférence générale des poids et mesures (CGPM) a adopté en 1988 des valeurs « exactes » des constantes de von Klitzing et de Josephson :
RK = h/e2 ≡ 2,581 280 7 × 104 Ω (CIPM (1988) Recommandation 2, PV 56 ; 20) ;
KJ−1[Quoi ?] = 2e/h ≡ 4,835 979 × 1014 Hz/V (CIPM (1988) Recommandation 1, PV 56 ; 19).

Cependant, le Comité consultatif d’électricité (CCE) a stipulé que 

« les Recommandations 1 (CI-1988) et 2 (CI-1988) ne constituent pas une redéfinition des unités SI. Les valeurs de KJ et RK, admises par convention, ne peuvent être utilisées pour la définition du volt et de l’ohm, c’est-à-dire des unités de force électromotrice et de résistance électrique du Système international d'unités. Sinon la constante µ0 n'aurait plus une valeur définie exactement, ce qui rendrait caduque la définition de l’ampère, et les unités électriques seraient incompatibles avec la définition du kilogramme et des unités qui en dérivent. »

Nonobstant ceci, il est possible de redéfinir le kilogramme, jusqu'ici la seule unité de base du SI qui soit encore définie par un étalon physique (et est donc le seul « degré de liberté » subsistant dans le système), à partir des valeurs exactes des constantes de von Klitzing et Josephson. Si on admet cela, toute une série de constantes physiques acquièrent des valeurs exactes en conséquence.
La définition du kilogramme serait alors :

« La masse qui serait accélérée à exactement 2 × 10−7 m/s2 si elle était soumise à la force par mètre entre deux conducteurs parallèles, rectilignes, de longueur infinie, de section circulaire négligeable et placés à une distance de 1 mètre l’un de l’autre dans le vide, et au travers desquels circulerait un courant électrique constant d'exactement 6 241 509 629 152 650 000 charges élémentaires par seconde. »

On en déduit alors que l'ampère vaut exactement 6 241 509 629 152 650 000 charges élémentaires par seconde. La valeur de la constante de Planck découle aussi de ces valeurs exactes, ainsi que celle de la constante de structure fine.